# Edson Rezende Morais
Edson Rezende Morais (Alto Rio Doce, 3 de junho de 1951) é um médico e político brasileiro. Atualmente exerce o mandato de deputado estadual em Minas Gerais.